# Nikolaj Milkov
Nikolaj Milkov (in bulgaro Николай Милков?; Varna, 20 ottobre 1953) è un filosofo bulgaro naturalizzato tedesco, professore ("außerplanmäßiger Professor") all'Università di Paderborn.

## Biografia
Nikolaj Milkov ha studiato filosofia all'Università di Sofia dal 1974 al 1978. Dal 1979 al 1983 è stato dottorando presso l'Università Lomonosov di Mosca con la tesi "Analisi critica della filosofia dell'atomismo logico". Dall'agosto 1983 Milkov fu ricercatore presso l'Istituto di Filosofia dell'Accademia Bulgara delle Scienze e dall'ottobre 1989 è stato "Research Fellow" presso l'Università di Bielefeld, prima come borsista della Fondazione Alexander von Humboldt, poi come borsista della Fondazione Fritz Thyssen. Durante questo periodo Milkov ha lavorato al progetto "Storia della filosofia analitica". Nei Michaelmas e Lent Terms 1990/91 Milkov è stato "Visiting Philosopher" presso la "Sub-Faculty of Philosophy" dell'Università di Oxford. Nel 2005/06 è stato "Visiting Fellow" presso il Center for Philosophy of Science dell'Università di Pittsburgh.
Dal 2007 al 2009 Milkov dedicò la sua ricerca al "Circolo di Berlino" degli empiristi logici riunitisi intorno ad Hans Reichenbach. Tale ricerca fu finanziata dalla Fondazione Fritz Thyssen. Dal 2007 Milkov è "Wissenschaftlicher Mitarbeiter" e dal 2011 "Lehrkraft für besondere Aufgaben" presso l'Università di Paderborn. Nel 2009 ha conseguito l'abilitazione. Nel 2012 Milkov si recò in Canada, su invito della McMaster University, come "Bertrand Russell Visiting Professor". Dal 2015 è professore ("außerplanmäßiger Professor") all'Università di Paderborn. Nel 2018 Milkov è stato "Gastprofessor" all'Università statale di San Pietroburgo, in Russia.

## L'opera filosofica di Milkov
Milkov ha iniziato a dedicarsi allo studio della storia della filosofia analitica nella speranza di trovare un metodo efficace per la formazione di un pensiero quanto più chiaro e corretto possibile. Un primo risultato di questo lavoro fu la sua tesi di dottorato sull'"atomismo logico". Milkov si dedicò anche al lavoro di traduttore: egli tradusse in lingua bulgara le tre principali opere di Wittgenstein.
Il suo progetto successivo fu quello di scrivere una storia completa della filosofia analitica in Inghilterra. Tale lavoro è stato pubblicato in due forme: una estesa e una breve. Qui Milkov presenta tutte le opere di G.E. Moore, Russell, Wittgenstein, John Wisdom, Ryle, J.L. Austin, P.F. Strawson e M. Dummett in maniera sinottica, al fine di tracciare la mappa della "geografia logica" dei concetti e dei problemi trattati da questi autori.
Inoltre, Milkov ha cercato di individuare il metodo specifico proprio della prima filosofia analitica. Nel fare ciò, egli ha mostrato come la filosofia analitica sia immersa in un ricco contesto di storia della filosofia, compresa quella antica. In breve, egli individua il compito proprio della prima filosofia analitica proprio in quell'attività di promozione e sviluppo della capacità di "pensare correttamente" (Aristotele chiamava tale capacità ορθός λόγος e Cartesio bona mens).
Milkov ha poi cercato di mostrare le connessioni della tradizione filosofico-analitica con la filosofia tedesca del XIX secolo. Alternativo alla tradizione che considera Gottlob Frege "padre" della filosofia analitica, Milkov assegna tale ruolo ad Hermann Lotze, professore di Frege all'Università di Gottinga. Lotze ebbe un'influenza decisiva non solo sulla nascente filosofia analitica, ma anche sulla fenomenologia.
Per chiarire ulteriormente il metodo corretto della filosofia, Milkov ha anche messo in relazione la nascente filosofia analitica con gli ultimi sviluppi della scienza in una prospettiva storica. A tal fine, si occupò di Hans Reichenbach e del Circolo di Berlino da lui guidato.

## Opere
Autore
- Kaleidoscopic Mind: An Essay in Post-Wittgensteinian Philosophy, Amsterdam: Rodopi, 1992.
- The Varieties of Understanding: English Philosophy since 1898, 2 vols., Frankfurt: Peter Lang, 1997.
- A Hundred Years of English Philosophy, Dordrecht: Kluwer, "Philosophical Studies" Series, no. 94, 2003.
- La filosofia dell’atomismo logico (in lingua russa: Философия логичесkого атомизма), Sankt-Petersburg: “Nauka [Scienza]”, casa editrice dell’Accademia russa delle scienze, 2018.
- Early Analytic Philosophy and the German Philosophical Tradition, London: Bloomsbury, 2020.
- Hermann Lotze's Influence on Twentieth Century Philosophy, Berlin-Boston: De Gruyter, "New Studies in the History and Historiography of Philosophy" Series, no. 12, 2023. https://doi.org/10.1515/9783110726282

Curatore
- Zeko Torbov, Erinnerungen an Leonard Nelson: 1925–1927, Hildesheim: Georg Olms Verlag, "Studien und Materialien zur Geschichte der Philosophie" Reihe, Band 70, 2005.
- Hans Reichenbach, Ziele und Wege der heutigen Naturphilosophie, Hamburg: Felix Meiner, „Philosophische Bibliothek“ Reihe, Band 621, 2011.
- (con V. Peckhaus) The Berlin Group and the Philosophy of Logical Empiricism, Dordrecht: Springer, "Boston Studies in the Philosophy of Science" Series, no. 273, 2013.
- Die Berliner Gruppe, Hamburg: Felix Meiner, „Philosophische Bibliothek“ Reihe, Band 671, 2015.
- Hermann Lotze, Mikrokosmos, 3 Bände, Hamburg: Felix Meiner, „Philosophische Bibliothek“ Reihe, Bände 701a-c, 2017.
- Hermann Lotze, Medizinische Psychologie oder Physiologie der Seele, Heidelberg–Berlin: Springer Spektrum Verlag, „Klassische Texte der Wissenschaft“ Reihe, 2021.

Traduttore
- Wittgenstein, L., Logisch-philosophische Abhandlung (bulgaro), Sofia: Nauka i Izkustvo, 1988.
- Wittgenstein, L., Philosophische Untersuchungen (bulgaro), Sofia: Nauka i Izkustvo, 1988.
- Wittgenstein, L., Bemerkungen über die Grundlagen der Mathematik (bulgaro), Sofia: Nauka i Izkustvo, 1988.
- Zeko Torbov, Erinnerungen an Leonard Nelson: 1925–1927 (tedesco), Hildesheim: Georg Olms Verlag, "Studien und Materialien zur Geschichte der Philosophie" Reihe, Band 70, 2005.